# Route de France féminine 2014
La Route de France féminine 2014 est la huitième édition de la Route de France féminine, course cycliste par étapes disputée en France. Elle est organisée par l'Organisation Routes et Cycles (ORC).

## Présentation

### Parcours
L'édition 2014 part de Mouilleron-en-Pareds en Vendée et passe par les villes de Châteaudun en Eure-et-Loir, Marcigny en Saône-et-Loire ainsi que Chalette sur Loing et Paucourt dans le Loiret.

### Partenaires
Le principal partenaire de cette course, est l'agence de presse française RMC Sport, qui couvre aussi la compétition avec ses différents médias. MPV Événements de Saint-Ouen-l'Aumône, la franchise Belisol, le groupe Škoda, les Ambulances auxerroires soutiennent également l'épreuve, ainsi que la région Centre.

### Événement sur la course
Lorène Devienne est pour la cinquième année de suite, la chanteuse officielle de la Route de France féminine.

## Les étapes
| Étape     | Date    | Villes étapes                               | Type            | Distance (km) | Vainqueur d’étape   | Leader du classement général |
| --------- | ------- | ------------------------------------------- | --------------- | ------------- | ------------------- | ---------------------------- |
| 1re étape | 10 août | Mouilleron-en-Pareds – Mouilleron-en-Pareds |                 | 106,4         | Claudia Lichtenberg | Claudia Lichtenberg          |
| 2e étape  | 11 août | Mouilleron-en-Pareds – Ligné                | Étape de plaine | 123,9         | Barbara Guarischi   | Claudia Lichtenberg          |
| 3e étape  | 12 août | Château-du-Loir – Vendôme                   | Étape de plaine | 96            | Giorgia Bronzini    | Claudia Lichtenberg          |
| 4e étape  | 13 août | Cloyes-sur-le-Loir – Chalette-sur-Loing     | Étape de plaine | 137,1         | Kirsten Wild        | Claudia Lichtenberg          |
| 5e étape  | 14 août | Paucourt – Migennes                         |                 | 97,3          | Audrey Cordon       | Claudia Lichtenberg          |
| 6e étape  | 15 août | Pougues-les-Eaux – Varennes-sur-Allier      | Étape de plaine | 120,5         | Kirsten Wild        | Claudia Lichtenberg          |
| 7e étape  | 16 août | Marcigny – Marcigny                         |                 | 85            | Iris Slappendel     | Claudia Lichtenberg          |

## Résultats des étapes

### 1reétape
- 10 août : Mouilleron-en-Pareds > Mouilleron-en-Pareds - 106.4 km

|   | Coureuse            | Pays        | Équipe                       | Temps           |
| - | ------------------- | ----------- | ---------------------------- | --------------- |
| 1 | Claudia Lichtenberg | Allemagne   | Giant-Shimano                | 3 h 02 min 21 s |
| 2 | Alena Amialiusik    | Biélorussie | Astana BePink Womens         | + 29 s          |
| 3 | Giorgia Bronzini    | Italie      | Wiggle Honda                 | + 1 min 44 s    |
| 4 | Lizzie Williams     | Australie   | Équipe nationale d'Australie | + 1 min 44 s    |
| 5 | Audrey Cordon       | France      | Équipe nationale de France   | + 1 min 44 s    |

|   | Coureuse            | Pays        | Équipe                       | Temps           |
| - | ------------------- | ----------- | ---------------------------- | --------------- |
| 1 | Claudia Lichtenberg | Allemagne   | Giant-Shimano                | 3 h 02 min 21 s |
| 2 | Alena Amialiusik    | Biélorussie | Astana BePink Womens         | + 29 s          |
| 3 | Giorgia Bronzini    | Italie      | Wiggle Honda                 | + 1 min 44 s    |
| 4 | Lizzie Williams     | Australie   | Équipe nationale d'Australie | + 1 min 44 s    |
| 5 | Audrey Cordon       | France      | Équipe nationale de France   | + 1 min 44 s    |

### 2eétape
- 11 août : Mouilleron-en-Pareds > Ligné - 123.9 km

|   | Coureuse          | Pays       | Équipe               | Temps           |
| - | ----------------- | ---------- | -------------------- | --------------- |
| 1 | Barbara Guarischi | Italie     | Alé Cipollini        | 3 h 18 min 21 s |
| 2 | Kirsten Wild      | Pays-Bas   | Giant-Shimano        | m.t.            |
| 3 | Jolien D'Hoore    | Belgique   | Lotto Belisol Ladies | m.t.            |
| 4 | Shelley Olds      | États-Unis | Alé Cipollini        | m.t.            |
| 5 | Giorgia Bronzini  | Italie     | Wiggle Honda         | m.t.            |

|   | Coureuse            | Pays        | Équipe                     | Temps           |
| - | ------------------- | ----------- | -------------------------- | --------------- |
| 1 | Claudia Lichtenberg | Allemagne   | Giant-Shimano              | 6 h 20 min 42 s |
| 2 | Alena Amialiusik    | Biélorussie | Astana BePink Womens       | + 29 s          |
| 3 | Giorgia Bronzini    | Italie      | Wiggle Honda               | + 1 min 44 s    |
| 4 | Audrey Cordon       | France      | Équipe nationale de France | + 1 min 44 s    |
| 5 | Aude Biannic        | France      | Lointek                    | + 1 min 44 s    |

### 3eÉtape
- 12 août : Château-du-Loir > Vendôme - 96.1 km

|   | Coureuse          | Pays       | Équipe               | Temps           |
| - | ----------------- | ---------- | -------------------- | --------------- |
| 1 | Giorgia Bronzini  | Italie     | Wiggle Honda         | 3 h 03 min 23 s |
| 2 | Jolien D'Hoore    | Belgique   | Lotto Belisol Ladies | m.t.            |
| 3 | Shelley Olds      | États-Unis | Alé Cipollini        | m.t.            |
| 4 | Kirsten Wild      | Pays-Bas   | Giant-Shimano        | m.t.            |
| 5 | Barbara Guarischi | Italie     | Alé Cipollini        | m.t.            |

|   | Coureuse            | Pays        | Équipe                     | Temps           |
| - | ------------------- | ----------- | -------------------------- | --------------- |
| 1 | Claudia Lichtenberg | Allemagne   | Giant-Shimano              | 9 h 24 min 05 s |
| 2 | Alena Amialiusik    | Biélorussie | Astana BePink Womens       | + 29 s          |
| 3 | Giorgia Bronzini    | Italie      | Wiggle Honda               | + 1 min 44 s    |
| 4 | Audrey Cordon       | France      | Équipe nationale de France | + 1 min 44 s    |
| 5 | Maaike Polspoel     | Belgique    | Giant-Shimano              | + 1 min 44 s    |

### 4eÉtape
- 13 août : Cloyes-sur-le-Loir > Chalette-sur-Loing - 137.1 km

|   | Coureuse          | Pays       | Équipe               | Temps           |
| - | ----------------- | ---------- | -------------------- | --------------- |
| 1 | Kirsten Wild      | Pays-Bas   | Giant-Shimano        | 3 h 19 min 02 s |
| 2 | Giorgia Bronzini  | Italie     | Wiggle Honda         | m.t.            |
| 3 | Barbara Guarischi | Italie     | Alé Cipollini        | m.t.            |
| 4 | Shelley Olds      | États-Unis | Alé Cipollini        | m.t.            |
| 5 | Simona Frapporti  | Italie     | Astana BePink Womens | m.t.            |

|   | Coureuse            | Pays        | Équipe                     | Temps            |
| - | ------------------- | ----------- | -------------------------- | ---------------- |
| 1 | Claudia Lichtenberg | Allemagne   | Giant-Shimano              | 12 h 43 min 07 s |
| 2 | Alena Amialiusik    | Biélorussie | Astana BePink Womens       | + 29 s           |
| 3 | Giorgia Bronzini    | Italie      | Wiggle Honda               | + 1 min 44 s     |
| 4 | Audrey Cordon       | France      | Équipe nationale de France | + 1 min 44 s     |
| 5 | Aude Biannic        | France      | Lointek                    | + 1 min 44 s     |

### 5eÉtape
- 14 août : Paucourt > Migennes - 97.3 km

|   | Coureuse            | Pays      | Équipe                     | Temps           |
| - | ------------------- | --------- | -------------------------- | --------------- |
| 1 | Audrey Cordon       | France    | Équipe nationale de France | 2 h 23 min 19 s |
| 2 | Barbara Guarischi   | Italie    | Alé Cipollini              | m.t.            |
| 3 | Claudia Lichtenberg | Allemagne | Giant-Shimano              | m.t.            |
| 4 | Jolien D'Hoore      | Belgique  | Lotto Belisol Ladies       | m.t.            |
| 5 | Charlotte Becker    | Allemagne | Wiggle Honda               | m.t.            |

|   | Coureuse            | Pays        | Équipe                     | Temps            |
| - | ------------------- | ----------- | -------------------------- | ---------------- |
| 1 | Claudia Lichtenberg | Allemagne   | Giant-Shimano              | 15 h 06 min 26 s |
| 2 | Alena Amialiusik    | Biélorussie | Astana BePink Womens       | + 1 min 06 s     |
| 3 | Audrey Cordon       | France      | Équipe nationale de France | + 1 min 44 s     |
| 4 | Aude Biannic        | France      | Lointek                    | + 1 min 44 s     |
| 5 | Maaike Polspoel     | Belgique    | Giant-Shimano              | + 1 min 44 s     |

### 6eÉtape
- 15 août : Pougues-les-Eaux > Varennes-sur-Allier - 120.5 km

|   | Coureuse          | Pays       | Équipe               | Temps           |
| - | ----------------- | ---------- | -------------------- | --------------- |
| 1 | Kirsten Wild      | Pays-Bas   | Giant-Shimano        | 3 h 06 min 26 s |
| 2 | Giorgia Bronzini  | Italie     | Wiggle Honda         | m.t.            |
| 3 | Jolien D'Hoore    | Belgique   | Lotto Belisol Ladies | m.t.            |
| 4 | Barbara Guarischi | Italie     | Alé Cipollini        | m.t.            |
| 5 | Shelley Olds      | États-Unis | Alé Cipollini        | m.t.            |

|   | Coureuse            | Pays        | Équipe                     | Temps            |
| - | ------------------- | ----------- | -------------------------- | ---------------- |
| 1 | Claudia Lichtenberg | Allemagne   | Giant-Shimano              | 18 h 12 min 52 s |
| 2 | Alena Amialiusik    | Biélorussie | Astana BePink Womens       | + 1 min 06 s     |
| 3 | Audrey Cordon       | France      | Équipe nationale de France | + 1 min 44 s     |
| 4 | Aude Biannic        | France      | Lointek                    | + 1 min 44 s     |
| 5 | Maaike Polspoel     | Belgique    | Giant-Shimano              | + 1 min 44 s     |

### 7eÉtape
- 16 août : Marcigny > Marcigny - 85 km

|   | Coureuse            | Pays        | Équipe                                           | Temps           |
| - | ------------------- | ----------- | ------------------------------------------------ | --------------- |
| 1 | Iris Slappendel     | Pays-Bas    | Équipe nationale des Pays-Bas (équipe nationale) | 3 h 28 min 24 s |
| 2 | Alena Amialiusik    | Biélorussie | Astana BePink Womens                             | + 2 s           |
| 3 | Claudia Lichtenberg | Allemagne   | Giant-Shimano                                    | + 6 s           |
| 4 | Aude Biannic        | France      | Lointek                                          | + 1 min 57 s    |
| 5 | Shelley Olds        | États-Unis  | Alé Cipollini                                    | + 2 min 00 s.   |

|   | Coureuse            | Pays        | Équipe                     | Temps            |
| - | ------------------- | ----------- | -------------------------- | ---------------- |
| 1 | Claudia Lichtenberg | Allemagne   | Giant-Shimano              | 21 h 41 min 22 s |
| 2 | Alena Amialiusik    | Biélorussie | Astana BePink Womens       | + 1 min 02 s     |
| 3 | Aude Biannic        | France      | Lointek                    | + 3 min 35 s     |
| 4 | Audrey Cordon       | France      | Équipe nationale de France | + 3 min 38 s     |
| 5 | Maaike Polspoel     | Belgique    | Giant-Shimano              | + 3 min 38 s     |

## Classements finals

### Classement général
|    | Cycliste            | Pays        | Équipe                        |    | Temps            |
| -- | ------------------- | ----------- | ----------------------------- | -- | ---------------- |
| 1  | Claudia Lichtenberg | Allemagne   | Giant-Shimano                 | en | 21 h 41 min 22 s |
| 2  | Alena Amialiusik    | Biélorussie | Astana BePink Womens          | +  | 1 min 02 s       |
| 3  | Aude Biannic        | France      | Lointek                       |    | 3 min 35 s       |
| 4  | Audrey Cordon       | France      | Équipe nationale de France    |    | 3 min 38 s       |
| 5  | Maaike Polspoel     | Belgique    | Giant-Shimano                 |    | 3 min 38 s       |
| 6  | Giorgia Bronzini    | Italie      | Wiggle Honda                  |    | 4 min 15 s       |
| 7  | Lizzie Williams     | Australie   | Équipe nationale d'Australie  |    | 4 min 15 s       |
| 8  | Sabrina Stultiens   | Pays-Bas    | Équipe nationale des Pays-Bas |    | 4 min 15 s       |
| 9  | Malgorzta Jasinska  | Pologne     | Alé Cipollini                 |    | 4 min 15 s       |
| 10 | Elena Berlato       | Italie      | Alé Cipollini                 |    | 4 min 15 s       |

### Classements annexes
|   | Cycliste          | Pays     |    | Temps            |
| - | ----------------- | -------- | -- | ---------------- |
| 1 | Sabrina Stultiens | Pays-Bas | en | 21 h 45 min 37 s |
| 2 | Dalia Muccioli    | Italie   | +  | 3 min 38 s       |
| 3 | Lucie Pader       | France   |    | 6 min 33 s       |

|   | Équipe        | Pays        |    | Temps            |
| - | ------------- | ----------- | -- | ---------------- |
| 1 | Giant-Shimano | Pays-Bas    | en | 65 h 18 min 46 s |
| 2 | Alé Cipollini | Italie      | +  | 50 s             |
| 3 | Wiggle Honda  | Royaume-Uni |    | 4 min 24 s       |

## Évolution des classements
| Étape              | Vainqueur           | Classement général · | Classement du meilleur jeune · | Classement par équipes |
| ------------------ | ------------------- | -------------------- | ------------------------------ | ---------------------- |
| 1                  | Claudia Lichtenberg | Claudia Lichtenberg  | Sabrina Stultiens              | Giant-Shimano          |
| 2                  | Barbara Guarischi   | Claudia Lichtenberg  | Sabrina Stultiens              | Giant-Shimano          |
| 3                  | Giorgia Bronzini    | Claudia Lichtenberg  | Sabrina Stultiens              | Giant-Shimano          |
| 4                  | Kirsten Wild        | Claudia Lichtenberg  | Sabrina Stultiens              | Giant-Shimano          |
| 5                  | Audrey Cordon       | Claudia Lichtenberg  | Sabrina Stultiens              | Giant-Shimano          |
| 6                  | Kirsten Wild        | Claudia Lichtenberg  | Sabrina Stultiens              | Giant-Shimano          |
| 7                  | Iris Slappendel     | Claudia Lichtenberg  | Sabrina Stultiens              | Giant-Shimano          |
| Classements finals |                     |                      |                                |                        |